# Semseyite
La semseyite est une espèce minérale, sulfosel d'antimoine et de plomb avec des traces de zinc, d'argent, de cuivre et de fer.

## Historique de la description et appellations

### Inventeur et étymologie
Décrite par Jòzsef Krenner en 1881 et dédiée au collectionneur hongrois Andor von Semsey (1833-1923).

### Topotype
Baia Sprie (FELSOBANYA), Judeţ de Maramureş. Roumanie.

## Caractéristiques physico-chimiques

### Cristallochimie
Elle fait partie d'un groupe de minéraux isostructuraux : le groupe de la fuloppite. 
Groupe de la fuloppite
- Fuloppite Pb3Sb8S15 C 2/c 2/m
- Plagionite Pb5Sb8S17 C 2/c 2/m
- Hétéromorphite Pb7Sb8S19 C 2/c 2/m
- Semseyite Pb9Sb8S21 C 2/c 2/m
- Rayite (Ag,Tl)2Pb8Sb8S21 C 2/c 2/m

### Cristallographie
- Paramètres de la maille conventionnelle : a = 13,48 Å, b = 11,87 Å, c = 24,48 Å, Z = 4; bêta = 105,75 ° V = 3 769,92 Å3
- Densité calculée = 6,19

## Gîtes et gisements

### Gîtologie et minéraux associés
GîtologieDans les veines hydrothermales à températures modérées.
Minéraux associésSorbyite, jamesonite, bournonite, zinkénite, guettardite, jordanite, diaphorite, sphalérite, galène, pyrite, chalcopyrite, tétraédrite,  arsénopyrite, sidérite.

## Gisements remarquables
- France

Brioude-Massiac (Massif Central)
Mine des Porres, Les Arcs, Var, Provence-Alpes-Côte d'Azur 
Mine de Marsanges, Langeac, Haute-Loire, Auvergne
La Baume, Villefranche-de-Rouergue Aveyron Midi-Pyrénées
- Japon

Honshu Island, Kanto Region, Saitama Prefecture, Chichibu-gun, Ohtaki-mura, Nakatsugawa, Chichibu Mine  
- Roumanie

Baia Sprie (Felsöbánya), Baia Sprie mine (Felsöbánya mine)  .